# Châteauneuf-la-Forêt
Pour les articles homonymes, voir Châteauneuf.
Châteauneuf-la-Forêt (Chasteu Nuòu en occitan) est une commune française située dans le département de la Haute-Vienne, en région Nouvelle-Aquitaine.

## Géographie

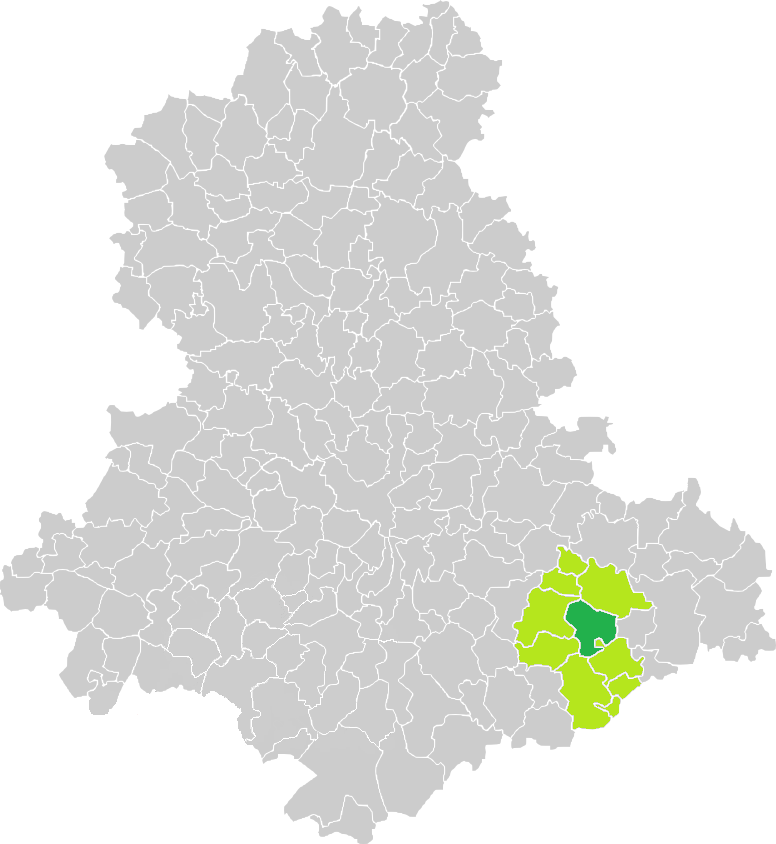
Situation de la commune de Châteauneuf-la-Forêt en Haute-Vienne.

### Situation
Châteauneuf-la-Forêt est à 35 km de Limoges par la D 979 et à 19 km d'Eymoutiers par le même axe routier. Elle se situe sur la D 15, qui rejoint la D 979 dans la commune de Neuvic-Entier et part ensuite vers Linards et se poursuit en traversant la Haute-Vienne jusqu'au Nord de la Dordogne. Elle est aussi traversée par la D 16 (en partie sur le trajet de la D 15) qui relie la Creuse via Bujaleuf et Neuvic-Entier à Saint-Germain-les-Belles. Les villes importantes proches de Châteauneuf-la-Forêt, en dehors de Limoges, sont Tulle à 70 km, Guéret à 75 km et Ussel à 75 km.
La commune accueillait, jusqu'à la mise en place des nouvelles régions, le centre géographique de la région Limousin. Il se trouve à environ 1 km au Sud du village de Murat et 200 m à l'Ouest de la D 39.
L'altitude de la commune varie de 326 m, sur la rivière Combade (qui borde imparfaitement la commune au nord), à près de 642 m au sud sur une hauteur qui surplombe le village de Venouhant aux limites de la commune et de celles de Saint-Méard et Sussac. Châteauneuf-la-Forêt est située à une altitude moyenne de 360 mètres. C'est une région très vallonnée.
La commune a une superficie de 29,25 km2 et avait 1 640 hab. (en 2011) appelés les Castelneuviens et les  Castelneuviennes.

### Voies de communication et transports
- Une ligne SNCF Limoges-Ussel qui fut inaugurée en 1880, dont la plus proche gare, celle de Châteauneuf - Bujaleuf, est à 8 km du bourg, au nord de la commune de Neuvic-Entier.
- Un service d'autocars de la RTHV existe aussi en partance de Limoges vers Eymoutiers. Il reprend le trajet d'une ancienne ligne de tramways des Chemins de fer départementaux de la Haute-Vienne fermée en 1949.

### Communes limitrophes
|             | Neuvic-Entier            |                          |
| Linards     | Châteauneuf-la-Forêt     | Sainte-Anne-Saint-Priest |
| Saint-Méard | La Croisille-sur-Briance | Sussac                   |

### Climat
Pour des articles plus généraux, voir Climat de la Nouvelle-Aquitaine et Climat de la Haute-Vienne.
Historiquement, la commune est exposée à un climat océanique limousin.  
En 2020, Météo-France publie une typologie des climats de la France métropolitaine dans laquelle la commune est dans une zone de transition entre le climat océanique altéré et le climat de montagne et est dans la région climatique Ouest et nord-ouest du Massif Central, caractérisée par une pluviométrie annuelle de 900 à 1 500 mm, maximale en automne et en hiver.
Pour la période 1971-2000, la température annuelle moyenne est de 11,3 °C, avec une amplitude thermique annuelle de 15 °C. Le cumul annuel moyen de précipitations est de 1 160 mm, avec 13,5 jours de précipitations en janvier et 7,9 jours en juillet. Pour la période 1991-2020, la température moyenne annuelle observée sur la station météorologique la plus proche, située sur la commune d'Eymoutiers à 11 km à vol d'oiseau, est de 11,4 °C et le cumul annuel moyen de précipitations est de 1 170,3 mm,. Pour l'avenir, les paramètres climatiques de la commune estimés pour 2050 selon différents scénarios d'émission de gaz à effet de serre sont consultables sur un site dédié publié par Météo-France en novembre 2022.

## Urbanisme

### Typologie
Au 1er janvier 2024, Châteauneuf-la-Forêt est catégorisée bourg rural, selon la nouvelle grille communale de densité à sept niveaux définie par l'Insee en 2022.
Elle est située hors unité urbaine. Par ailleurs la commune fait partie de l'aire d'attraction de Limoges, dont elle est une commune de la couronne,. Cette aire, qui regroupe 127 communes, est catégorisée dans les aires de 200 000 à moins de 700 000 habitants,.

### Occupation des sols
L'occupation des sols de la commune, telle qu'elle ressort de la base de données européenne d’occupation biophysique des sols Corine Land Cover (CLC), est marquée par l'importance des territoires agricoles (52,3 % en 2018), une proportion identique à celle de 1990 (52,3 %). La répartition détaillée en 2018 est la suivante : 
prairies (44,8 %), forêts (42,4 %), zones agricoles hétérogènes (7,5 %), zones urbanisées (5,3 %). L'évolution de l’occupation des sols de la commune et de ses infrastructures peut être observée sur les différentes représentations cartographiques du territoire : la carte de Cassini (XVIIIe siècle), la carte d'état-major (1820-1866) et les cartes ou photos aériennes de l'IGN pour la période actuelle (1950 à aujourd'hui).

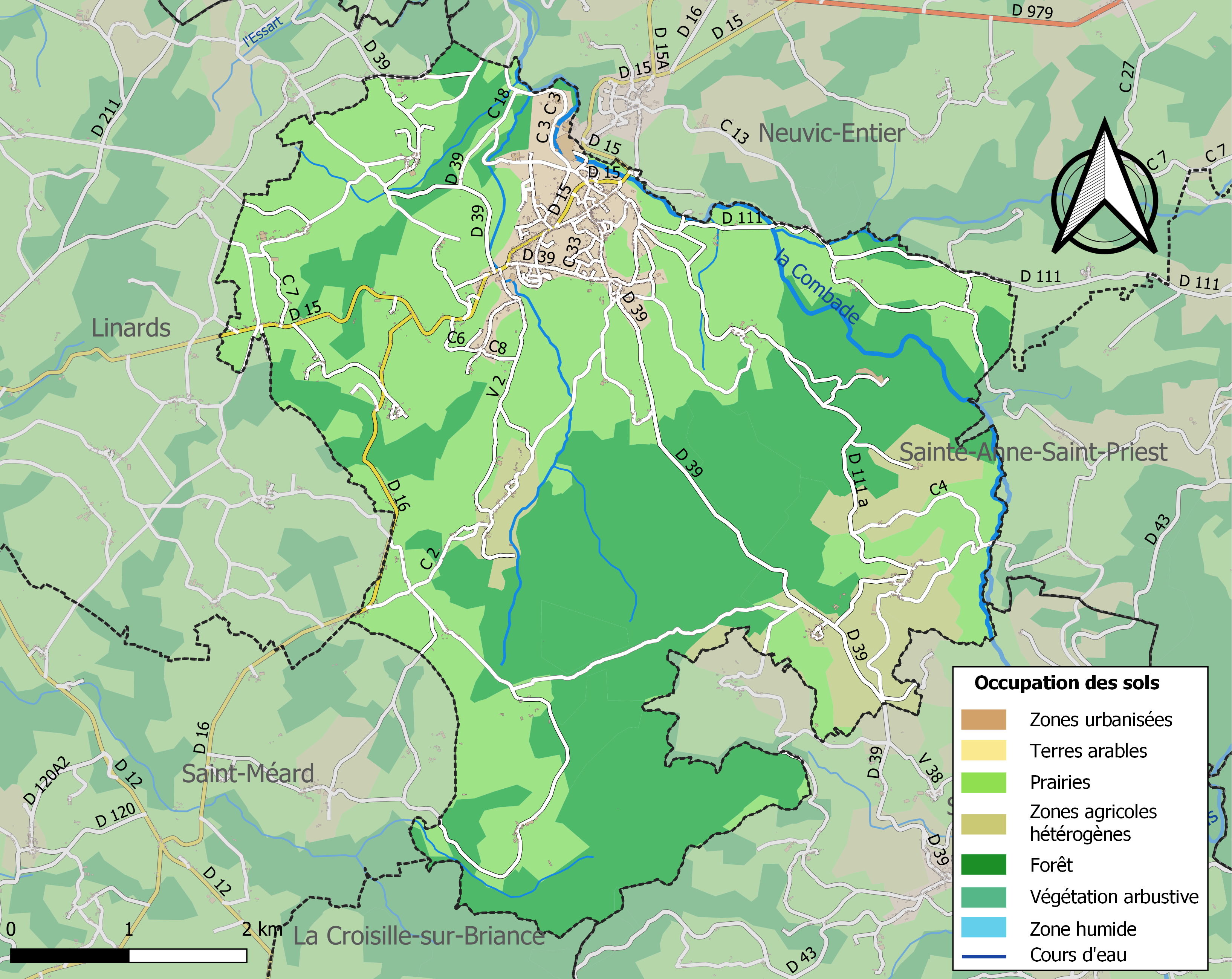
Carte des infrastructures et de l'occupation des sols de la commune en 2018 (CLC).

### Risques majeurs
Le territoire de la commune de Châteauneuf-la-Forêt est vulnérable à différents aléas naturels : météorologiques (tempête, orage, neige, grand froid, canicule ou sécheresse) et séisme (sismicité très faible). Il est également exposé à un risque particulier : le risque de radon. Un site publié par le BRGM permet d'évaluer simplement et rapidement les risques d'un bien localisé soit par son adresse soit par le numéro de sa parcelle.

#### Risques naturels

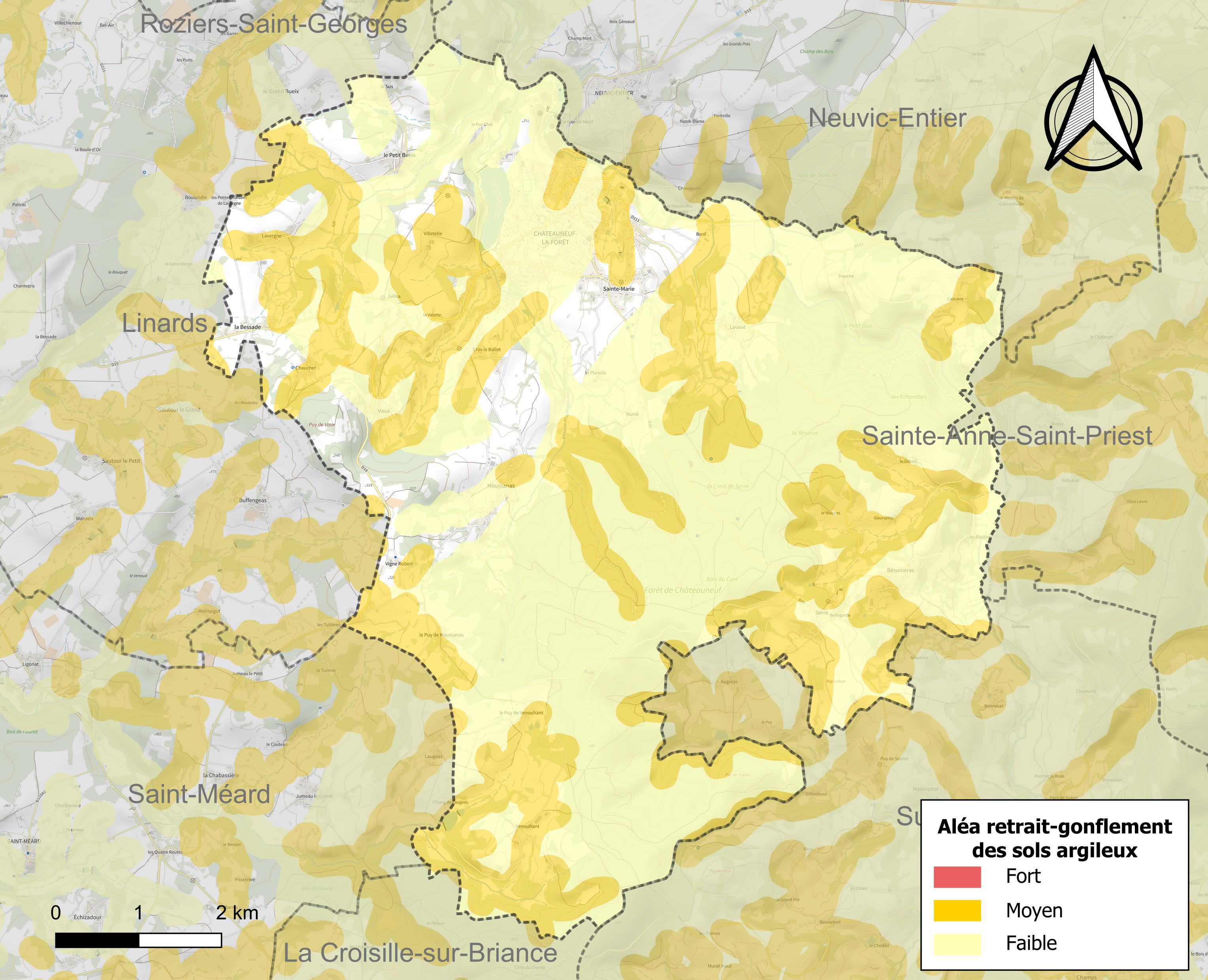
Carte des zones d'aléa retrait-gonflement des sols argileux de Châteauneuf-la-Forêt.

Le retrait-gonflement des sols argileux est susceptible d'engendrer des dommages importants aux bâtiments en cas d’alternance de périodes de sécheresse et de pluie. 34,3 % de la superficie communale est en aléa moyen ou fort (27 % au niveau départemental et 48,5 % au niveau national métropolitain). Depuis le 1er octobre 2020, en application de la loi ÉLAN, différentes contraintes s'imposent aux vendeurs, maîtres d'ouvrages ou constructeurs de biens situés dans une zone classée en aléa moyen ou fort,.
La commune a été reconnue en état de catastrophe naturelle au titre des dommages causés par les inondations et coulées de boue survenues en 1982 et 1999 et par des mouvements de terrain en 1999.

#### Risque particulier
Dans plusieurs parties du territoire national, le radon, accumulé dans certains logements ou autres locaux, peut constituer une source significative d’exposition de la population aux rayonnements ionisants. Selon la classification de 2018, la commune de Châteauneuf-la-Forêt est classée en zone 2, à savoir zone à potentiel radon faible mais sur lesquelles des facteurs géologiques particuliers peuvent faciliter le transfert du radon vers les bâtiments.

## Toponymie
Châteauneuf est mentionné entre 1032 et 1051 sous la forme Castello novo, et au génitif Castelli Novi vers 1127 ; la forme occitane la plus ancienne est Chastellnou, vers 1170.
Durant la Révolution, la commune porte le nom de Mont-Combade.

## Histoire
C’est à Châteauneuf-la-Forêt que la tradition situe l’apparition que saint Antoine de Padoue (1195-1231) aurait eue de l’Enfant-Jésus. Au XVe siècle, il semblerait que le grand prieur d'Auvergne Jean Cottet ait été en même temps le seigneur de la seigneurie de Laron à Châteauneuf-la-Forêt. Elle se situait, à l'époque 1450/1476 et après, près d'un gué sur la Combade. Il y aurait eu une souveraine de Savignac qui aurait été châtelaine et mariée avec François de Cottet.
Le château qui a donné son nom à la commune n'existe plus. Il a été démantelé pendant la Révolution française de 1789 et complètement rasé au début du XIXe siècle. Il ne reste que les murs d'enceinte et les souterrains.
De nombreux moulins existaient le long de la Combade, certains ont été transformés au début du XXe siècle en moulins à broyer la paille nécessaire à la fabrication du papier.
De 1913 à 1949, une ligne de tramway électrique existait, reliant Limoges à Peyrat-le-Château.

## Politique et administration

### Liste des maires
| Période                                  | Période   | Identité             | Étiquette      | Qualité                              |
| ---------------------------------------- | --------- | -------------------- | -------------- | ------------------------------------ |
| Les données manquantes sont à compléter. |           |                      |                |                                      |
| mai 1935                                 | mars 1971 | René Regaudie        | SFIO           | Député, président du conseil général |
| mars 1971                                | 1985      | Michel Sinibaldi     | PSU            | Ingénieur TPE                        |
| 1985                                     | mars 1989 | Robert Dumeylet      |                |                                      |
| mars 1989                                | 1994      | Claude Dupré         | DVD            | Conseiller départemental             |
| 1994                                     | mars 2001 | Jean-Pierre Bonneval | UDF            |                                      |
| mars 2001                                | 2002      | Micheline Piedfort   |                |                                      |
| 2002                                     | mars 2014 | Marc Montaudon       | PCF            |                                      |
| mars 2014                                | mai 2020  | Jean Bariaud         | DVD            |                                      |
| mai 2020                                 | En cours  | Françoise Rivet      | sans étiquette | Masseur-kinésithérapeute             |

## Population et société

### Démographie
L'évolution du nombre d'habitants est connue à travers les recensements de la population effectués dans la commune depuis 1793. Pour les communes de moins de 10 000 habitants, une enquête de recensement portant sur toute la population est réalisée tous les cinq ans, les populations de référence des années intermédiaires étant quant à elles estimées par interpolation ou extrapolation. Pour la commune, le premier recensement exhaustif entrant dans le cadre du nouveau dispositif a été réalisé en 2007.

En 2022, la commune comptait 1 536 habitants, en évolution de −1,73 % par rapport à 2016 (Haute-Vienne : −0,68 %, France hors Mayotte : +2,11 %).
| 1793  | 1800  | 1806  | 1821  | 1831  | 1836  | 1841  | 1846  | 1851  |
| ----- | ----- | ----- | ----- | ----- | ----- | ----- | ----- | ----- |
| 1 121 | 1 160 | 1 154 | 1 271 | 1 384 | 1 366 | 1 345 | 1 531 | 1 514 |

| 1856  | 1861  | 1866  | 1872  | 1876  | 1881  | 1886  | 1891  | 1896  |
| ----- | ----- | ----- | ----- | ----- | ----- | ----- | ----- | ----- |
| 1 468 | 1 505 | 1 521 | 1 488 | 1 505 | 1 507 | 1 636 | 1 744 | 1 747 |

| 1901  | 1906  | 1911  | 1921  | 1926  | 1931  | 1936  | 1946  | 1954  |
| ----- | ----- | ----- | ----- | ----- | ----- | ----- | ----- | ----- |
| 1 774 | 1 856 | 1 891 | 1 683 | 2 004 | 2 026 | 2 086 | 2 066 | 2 023 |

| 1962  | 1968  | 1975  | 1982  | 1990  | 1999  | 2006  | 2007  | 2012  |
| ----- | ----- | ----- | ----- | ----- | ----- | ----- | ----- | ----- |
| 2 101 | 2 098 | 2 169 | 1 984 | 1 805 | 1 613 | 1 616 | 1 616 | 1 640 |

| 2017  | 2022  | - | - | - | - | - | - | - |
| ----- | ----- | - | - | - | - | - | - | - |
| 1 524 | 1 536 | - | - | - | - | - | - | - |

### Éducation et sports
- Une école primaire « Sanfourche » inaugurée à la rentrée de septembre 2014[28].
- Un collège
- Un gymnase : badminton, judo, handball, VTT, football.

## Économie
- Ferme pédagogique sur le territoire de la communauté de communes :  ferme de la Ribière de Bord à Châteauneuf-la-Forêt.
- La papeterie fondée par Eugène Degrassat en 1890[29], est devenue aujourd'hui une  cartonnerie[Quand ?], qui s'inscrit dans une tradition papetière de la vallée de la Vienne.
- Une usine de fabrication de Palettes est installée sur la commune.

## Culture locale et patrimoine

### Lieux et monuments
- Ancienne église Sainte-Marie-la-Claire de Châteauneuf-la-Forêt. Elle est inscrite à l'Inventaire général du patrimoine culturel[30].
- L'église Sainte-Marie-la-Claire[31] est assez récente (première pierre le 7 juillet 1884, inauguration le 3 octobre 1886).
- Le monument aux morts 1914-1918 et 1939-1940 est surmonté d'une réplique de la statue de la Liberté[32].
- Un camping privé au bord du lac (plage surveillée l'été).
- Le Dolmen de Sainte-Marie[33].

### Personnalités liées à la commune
- Eugène Mordant (1885-1959), général de corps d'armée français y est né. Il a dirigé les réseaux français de résistance en Indochine face au Japon durant la Seconde Guerre mondiale.
- Jean Cruveilhier (1791-1874), médecin, chirurgien, anatomiste et pathologiste français. Il fut chirurgien des Hôpitaux, membre de l’Académie de Médecine, et premier titulaire de la chaire d’anatomo-pathologie de la Faculté de médecine de Paris, son grand-père était également de la commune.
- René Regaudie (1908-2000), homme politique français. Il était pharmacien. Il fut maire de Châteauneuf-la-Forêt de 1935 à 1971 et conseiller général du canton de Châteauneuf-la-Forêt de 1935 à 1942 et de 1945 à 1982. Il a présidé le conseil général de la Haute-Vienne de 1955 à 1982. Il fut aussi député de la Haute-Vienne de 1946 à 1973.
- Adrien Tarrade (1844-?), maire de Limoges de 1885 à 1887[34], et frère aîné des deux suivants y est né.
- Paul Tarrade (1849-1929), né à Châteauneuf-la-Forêt, pharmacien installé à Limoges et à Saint-Junien, adjoint au maire de Limoges.
- Firmin Tarrade (1855-1916), médecin et député-maire de Châteauneuf y est né.
- Georges Guingouin (1913-2005), résistant et homme politique français, militant jusqu'en 1952 du Parti communiste français (PCF). Il joue un rôle de premier plan dans la résistance, se fait appeler « Raoul » en étant à la tête des maquis de la montagne limousine (il est surnommé « lou Grand » et le « Préfet du Maquis »). Il se cacha ici dans un abri souterrain creusé dans les bois environnant le village. Un musée retrace l'histoire de la résistance limousine et l'abri souterrain a été reconstitué et se visite, en pleine forêt de Châteauneuf.

### Héraldique
| Blason de Châteauneuf-la-Forêt | Blason  | Écartelé: aux 1er et 4e de gueules au château de trois tours d'or, ouvert du champ et ajouré de sable (Maison de Châteauneuf), aux 2e et 3e d'azur à la croix ancrée d'argent (Maison d'Aubusson); sur le tout, de sable au lion d'or (Maison de Pierre-Buffière). |
| Blason de Châteauneuf-la-Forêt | Détails | Le statut officiel du blason reste à déterminer. |
| Blason de Châteauneuf-la-Forêt | Alias   | De sable au lion d'or. |